# کافه بغداد
کافه بغداد (انگلیسی: Bagdad Café) فیلمی در ژانر کمدی است که در سال ۱۹۸۷ منتشر شد. از بازیگران آن می‌توان به ماریانه زگبرشت، سی.سی.اچ. پاوندر، جک پالانس، کریستین کاوفمان و مونیکا کلهون اشاره کرد.

## خلاصه فیلم
یک زن آلمانی تنها به مخروبه‌ترین مسافرخانه روی زمین رفته و تصمیم می‌گیرد آن را دوباره به روزهای اوج خود بازگرداند…